# Dioxys modesta
Dioxys modesta är en biart som beskrevs av Popov 1936. Dioxys modesta ingår i släktet Dioxys och familjen buksamlarbin. Inga underarter finns listade i Catalogue of Life.